# Бартонский поворотный акведук
Бартонский поворотный акведук (англ. Barton Swing Aqueduct) — единственный в мире поворотный мост-акведук, расположенный в Бартон-апон-Ирвелл, пригороде Манчестера (так называемый «Большой Манчестер»), на пересечении Манчестерского морского и Бриджуотерского каналов.
Изначально на этом месте располагался Бартонский акведук, построенный знаменитым строителем каналов Джеймсом Бриндли, открытый 17 июля 1761 года и называемый «одним из семи чудес эры каналостроения». С постройкой Манчестерского канала, который пропускал большие морские суда, он был разобран и заменён на теперешний поворотный мост-акведук в 1894 году, который служит и поныне.

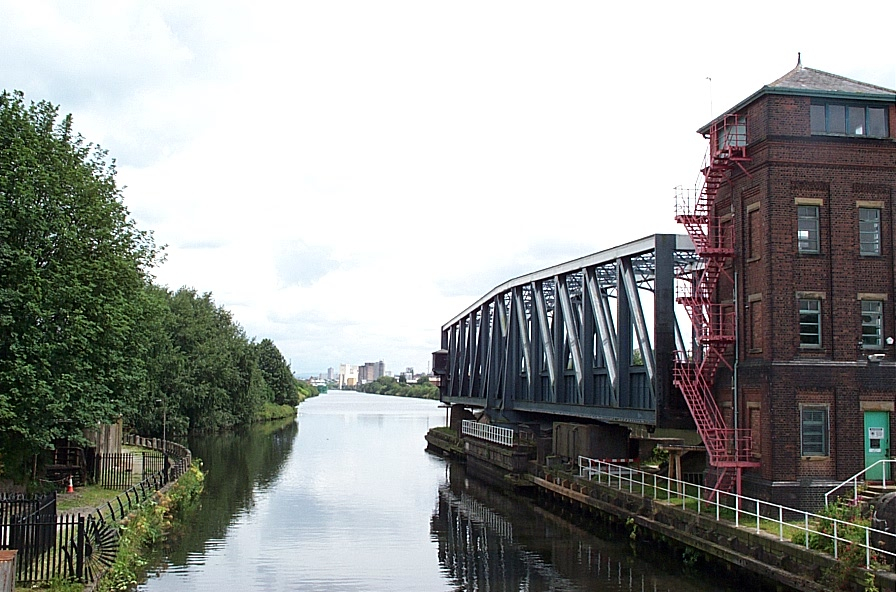
Акведук повёрнут для пропуска судов по Манчестерскому каналу

## Принцип работы
Акведук представляет собой поворотный мост, центральная опора которого находится на искусственном острове. В закрытом положении возможно движение по каналу Бриджуотер. Когда большому судну нужно пройти по нижнему, Манчестерскому, каналу, 1450-тонный, стометровый стальной жёлоб разворачивается на шарнире на 90°. Запорные ворота на обоих концах жёлоба удерживают примерно по 800 тонн воды. Такие же ворота удерживают воду на концах разорванного канала. Изначально по акведуку шёл бечевник шириной 2,7 м, который ныне ликвидирован.
Ниже по течению расположен поворотный автодорожный мост. Оба моста управляются из одной кирпичной башни, расположенной на острове. Во избежание столкновений, поворотный акведук открывается за полчаса до назначенного время пропуска.